# Frýdlant nad Ostravicí
Frýdlant nad Ostravicí (německy Friedland (an der Ostrawitza)) je město v okrese Frýdek-Místek, ležící po obou stranách historické moravsko-slezské zemské hranice v podhůří Moravskoslezských Beskyd. Má přibližně 9 800 obyvatel. Obec se nachází v údolí řeky Ostravice při úpatí nejvyšší hory Beskyd – Lysé hory v průměrné nadmořské výšce 360 metrů. Díky své poloze bývá nazýván vstupní bránou do Moravskoslezských Beskyd. Frýdlant býval průmyslovým centrem oblasti proslulým svou železářskou výrobou (srov. městský znak), dnes se však orientuje i na cestovní ruch.

## Název
Jméno města má původ v němčině a vzniklo složením ze dvou slov: Land (země) a Frieden (pokoj, klid).

## Historie
Do přelomu 12. a 13. století bylo území dnešního Frýdlantu a jeho okolí hustě zalesněno, ale oblast už byla řídce osídlena. Toto převážně lesnaté území plnilo funkci tzv. pohraničních hvozdů, dělících Moravu, kterou v první polovině 11. století vojensky ovládli Přemyslovci, od déle pohanského Slezska, které si koncem 10. století podmanili polští Piastovci.
Moravsko-slezská hranice byla původně určená hřebenem hory Ondřejník a území dnešního města tak leželo na slezské straně této hranice. Souvislejší osidlování severovýchodního cípu Moravy začalo v druhé polovině 13. století, kdy král Přemysl Otakar II. toto území udělil v léno olomouckému biskupství a pověřil jeho osídlením tehdejšího olomouckého biskupa Bruna ze Schauenburku (v úřadě 1245–1281) S osídlováním bylo nutné přesněji vymezit zemskou hranici – proto Přemysl Otakar II., ovládající i část Slezska, rozhodl roku 1256 v územním sporu mezi opolským knížetem Vladislavem a olomouckým biskupem Brunem, že moravsko-slezskou hranici bude nově tvořit řeka Ostravice.
V letech 1285–1300 vzniká osídlením tohoto území léno Místecké. První písemná zmínka o Frýdlantu je z roku 1395. Roku 1402 prodává tehdejší držitel Lacek z Kravař léno tehdejšímu držiteli frýdeckého panství, jehož součástí bylo až do roku 1581, kdy olomoucký biskup Stanislav Pavlovský připojuje léno ke svému hukvaldskému panství. O rok dříve byl ve Frýdlantu postaven dřevěný kostelík z roku 1580 zasvěcený sv. Bartoloměji, který byl v letech 1672–1690 přestavěn na kamenný.
Na území města stávaly tři opevněné tvrze. Na moravském území to byla tvrz v oblasti dnešní Dukelské ulice. Na slezském území stály další dvě tvrze – jedna v oblasti Zimníku na vyvýšenině u řeky za lávkou pro pěší a druhá na území Nové Vsi. Původní frýdlantský kostel stával v místech dnešní kapličky na kamenci a domu čp. 493. na dodnes patrném mírném návrší vyvýšeném nad úroveň okolního terénu.

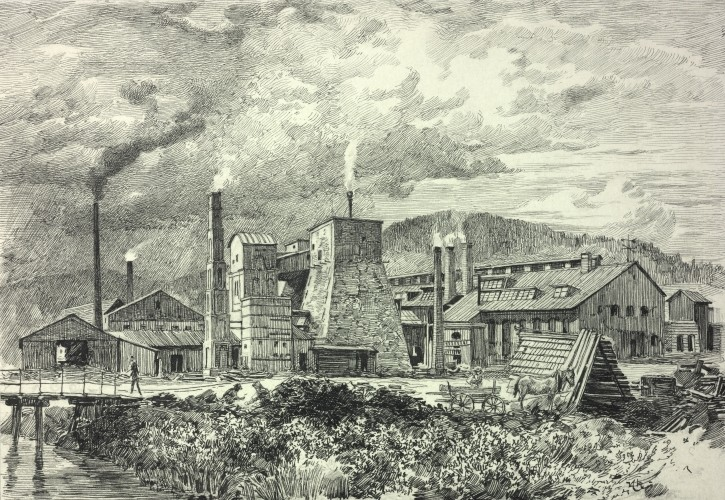
Frýdlantská arcibiskupská železárna

Obyvatelstvo se živilo převážně zemědělstvím a dřevorubectvím, a to až do 17. století. V letech 1618–1620 vznikly na frýdlantském katastru železárny a v posledních letech třicetileté války byly založeny hamry. V roce 1675 byly hamry zmodernizovány a Frýdlant se stal jedním z moravských hutních center. Kromě hamrů prosperovala ve druhé polovině 17. a v 18. století ve Frýdlantu i ruční výroba papíru.
Dne 7. září 1848 byla zrušena robota i dědičná práva fojtů a rychtářů obcí. V prvních volbách do obecního zastupitelstva bylo zvoleno bylo 18 zástupců a prvním starostou se stal Štěpán Kerlín. Hutnictví se v 19. století zaměřilo na slévárenskou produkci umělecké litiny, kamen, později i smaltovaného nádobí a vybraných strojírenských výrobků. Po první světové válce bylo roku 1920 započato s elektrifikací městečka. Za první autobusovou linku v českých zemích je považována doprava, kterou v roce 1907 provozoval soukromník z Frýdlantu nad Ostravicí do Horní Čeladné.
Frýdlant nad Ostravicí byl z městyse na město povýšen 12. října 1948. Od 1. února 1949 až do 30. června 1960 byl začleněn do okresu Frenštát, poté do okresu Frýdek-Místek.
V roce 1958 došlo během leteckého dne ve Frýdlantě nad Ostravicí k neštěstí, havaroval zde letecký akrobat Vilém Krysta, který následkům zranění podlehl.

## Části města
- Frýdlant
- Lubno
- Nová Ves

Od 1. ledna 1980 do 23. listopadu 1990 k městu patřilo i Pstruží.

## Pamětihodnosti
- Kostel sv. Bartoloměje (zapsáno do státního seznamu před rokem 1988)
- Sloup se sochou Panny Marie Karmelské (zapsáno do státního seznamu před rokem 1988)
- Socha svatého Jana Nepomuckého na náměstí (zapsáno do státního seznamu před rokem 1988)
- Socha svatého Jana Nepomuckého v ulici Padlých hrdinů (zapsáno do státního seznamu před rokem 1988)
- Socha svatého Josefa (zapsáno do státního seznamu před rokem 1988)
- Pomník padlých se sochou partyzána (zapsáno do státního seznamu před rokem 1988)
- Dům čp. 3 (památkově chráněno od 25. ledna 1995)
- Dům čp. 344 (památkově chráněno od 19. června 1989)
- Dům čp. 611 (památkově chráněno od 16. října 1989)
- Krucifix za kostelem (památkově chráněno od 8. června 2005)
- vila Jana Alsterna (Harcovská 657, památkově chráněná)
- Kaple na Kamenci
- Klášter Milosrdných sester svatého Karla Boromejského
- Náhrobek Ferdiše Duši
- Radnice
- Frýdlantské železárny
- pomník T. G. Masaryka
- socha "Květ" od Magdaleny Jetelové (u pošty)

## Obyvatelstvo

Výsledky voleb do obecního zastupitelstva roku 2010

Věková struktura obyvatel v roce 2011

## Náboženské spolky
Ve městě působí mimo jiné tyto křesťanské církve či organizace: Církev Adventistická , Církev Bratrská , Církev Římskokatolická , Křesťanská akademie mladých (KAM) 

## Kultura
Ve městě je návštěvníkům poskytnuto různorodé kulturní využití. Své sídlo zde má pěvecký sbor, folklórní sdružení a dvě dechové hudby. Památník zdejšího umělce Ferdiše Duši je uzavřen a část tamní sbírky byla přestěhovaná do Galerie uměleckého smaltu a litiny v Kulturního domě. Galerie byla v loňském roce díky spolufinancování EU rozšířena a doplněna o další exponáty uměleckého smaltu a litiny.

### Sochy ve veřejném prostoru
Poblíž pošty v přilehlém parčíku se nachází socha „Květ“, která je ranou tvorbou dnes v mezinárodním měřítku působící známé umělkyně Magdaleny Jetelové.

## Doprava
Město leží na železničních tratích Ostrava – Valašské Meziříčí a Frýdlant nad Ostravicí – Ostravice, na kterých je stanice Frýdlant nad Ostravicí a zastávky Frýdlant nad Ostravicí zastávka a Frýdlant nad Ostravicí-Nová Dědina. Městem prochází silnice I/56 a  silnice II/483.

## Osobnosti
- Ludvík Baran (1920–2011), etnograf, fotograf a pedagog
- Ferdiš Duša (1888–1958), grafik a malíř
- Josef Foltynovský (1880–1936), ř. k. kněz, vysvěcen 1906, ThDr., profesor pastorální teologie na olomoucké| teol. fak., v škol. r. 1932/33 její děkan, od r. 1933 kanovník olomoucké kapituly u sv. Václava
- Metoděj Dominik Trčka (1886–1959), katolický kněz, řeholník a mučedník
- Svatava Urbanová (* 1946), literární historička

## Sport
Kromě kultury nabízí Frýdlant nad Ostravicí i sportovní vyžití. Místní slogan „Frýdlant nad Ostravicí – brána Beskyd“ upozorňuje na okolní přírodu a beskydské hory, které nabízí možnost pěší turistiky nebo cyklistiky, sjezdové nebo běžecké lyžování. Ve Frýdlantě si lze kromě procházek přírodou zahrát tenis, na písčitých hřištích plážový volejbal (např. zdarma přístupné hřiště u horního frýdlantského splavu), ke koupání lze využít řeku Ostravici se splavy a umělými či přírodními peřejemi, nebo ostravickofrýdlantská koupaliště. Ve Frýdlantě působí i několik sportovních klubů a spolků: skautský oddíl Junák, oddíl „Divočáci“ (Asociace turistických oddílů mládeže), Klub českých turistů, 1. BFK Frýdlant nad Ostravicí, Basketbalový klub Frýdlant nad Ostravicí, sportovní klub stolního tenisu, tělocvičná jednota TJ Sokol.[zdroj?]
Sportovními osobnostmi z Frýdlantu nad Ostravicí jsou silniční cyklista Vlastibor Konečný (bronzová medaile z OH v Moskvě 1980 z časovky družstev mužů a 17. místo v individuálním závodě, v kterém porazil slavného Olafa Ludwiga nebo pozdějšího vítěze Tour de France Stephena Roche) a Marie Hrachová, nejúspěšnější česká a československou stolní tenistka za posledních bezmála 30 let.[zdroj?]

## Partnerská města
- Friedland, Meklenbursko-Přední Pomořansko, Německo
- Friedland, Dolní Sasko, Německo
- Friedland, Braniborsko, Německo
- Korfantów, Polsko
- Mieroszów, Polsko
- Pravdinsk, Rusko
- Frýdlant, Česko
- Radeburg, Sasko, Německo
- Dravograd, Slovinsko
- Turzovka, Slovensko

## Galerie

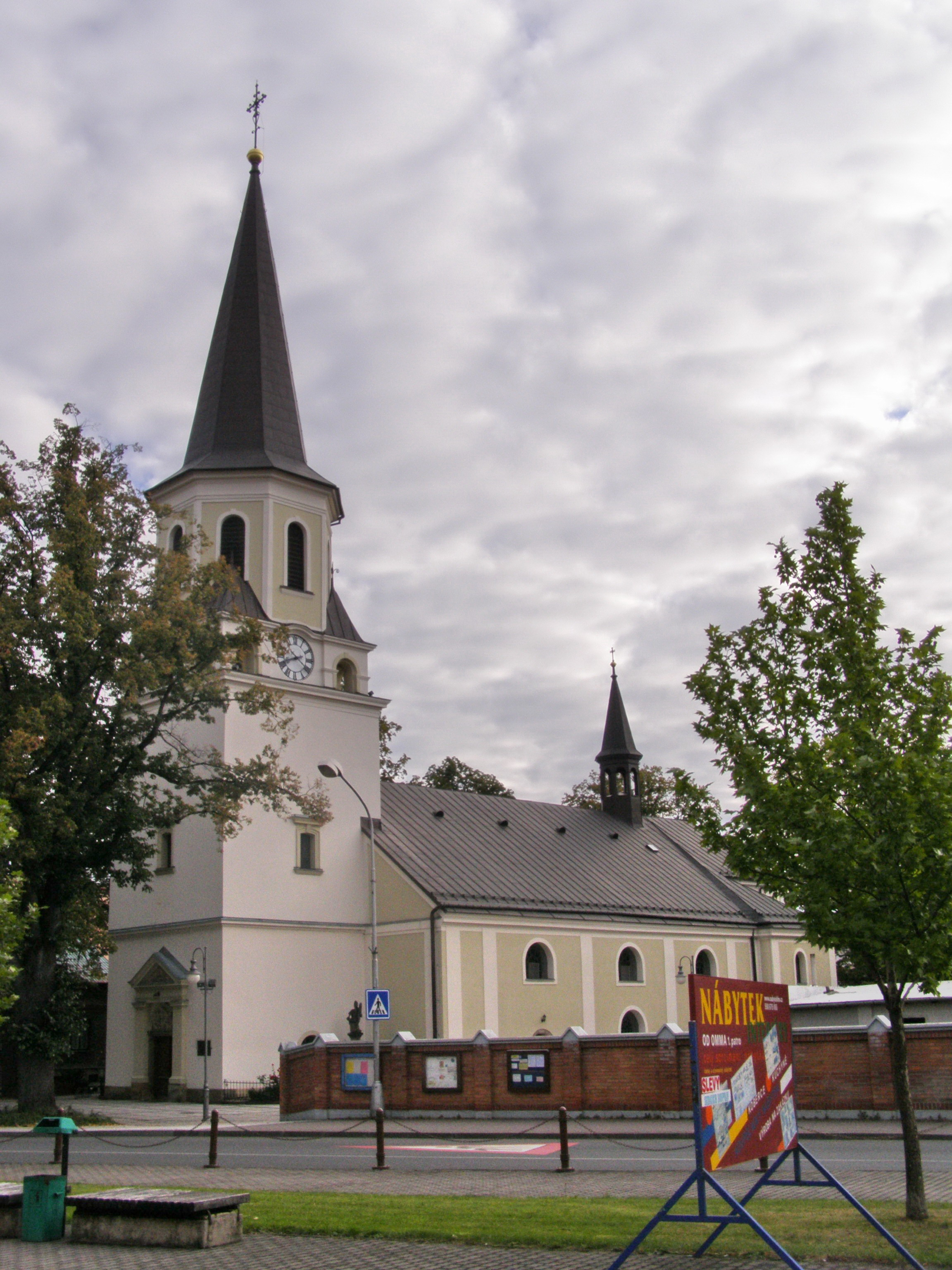
Kostel sv. Bartoloměje
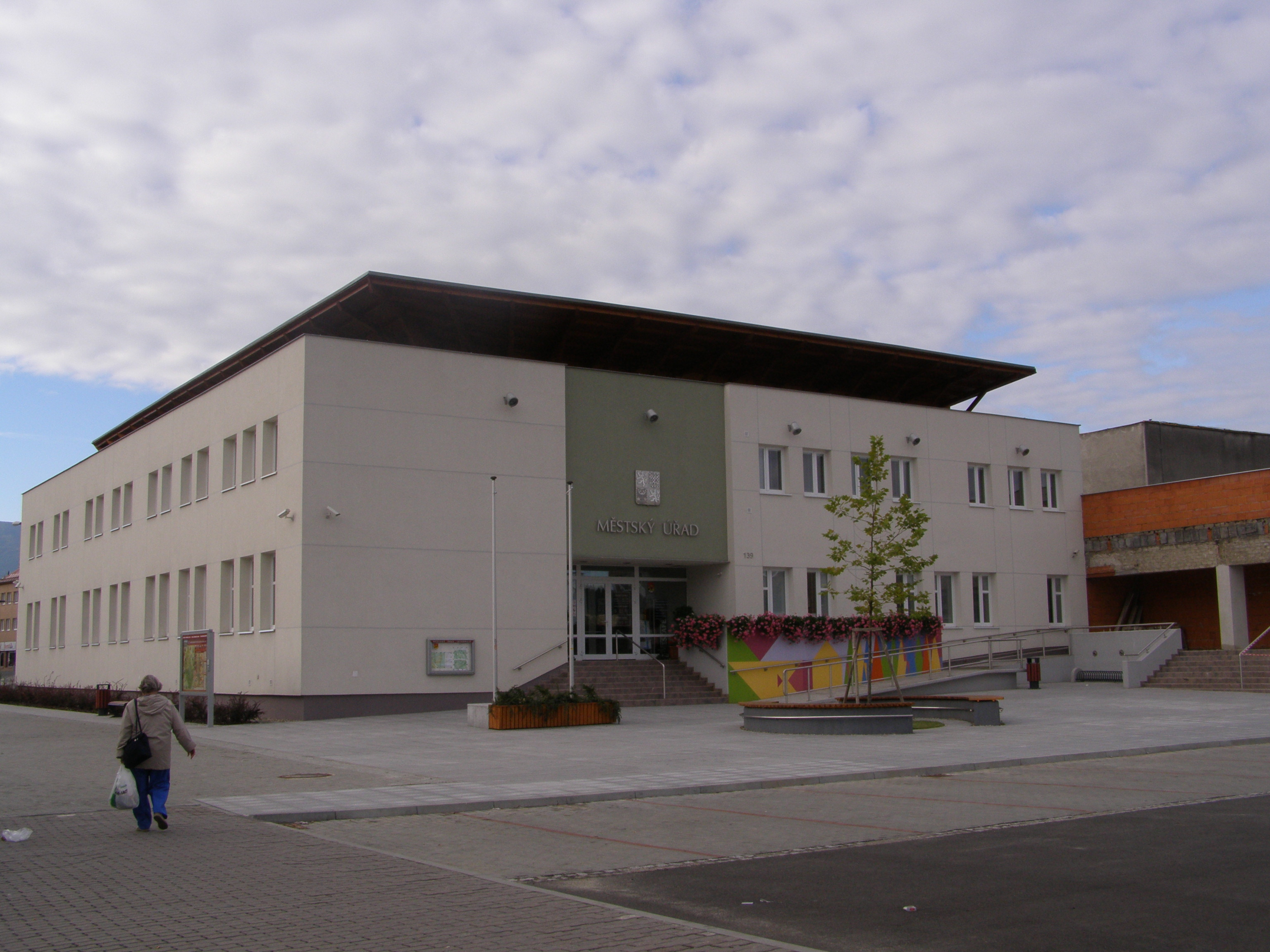
Městský úřad
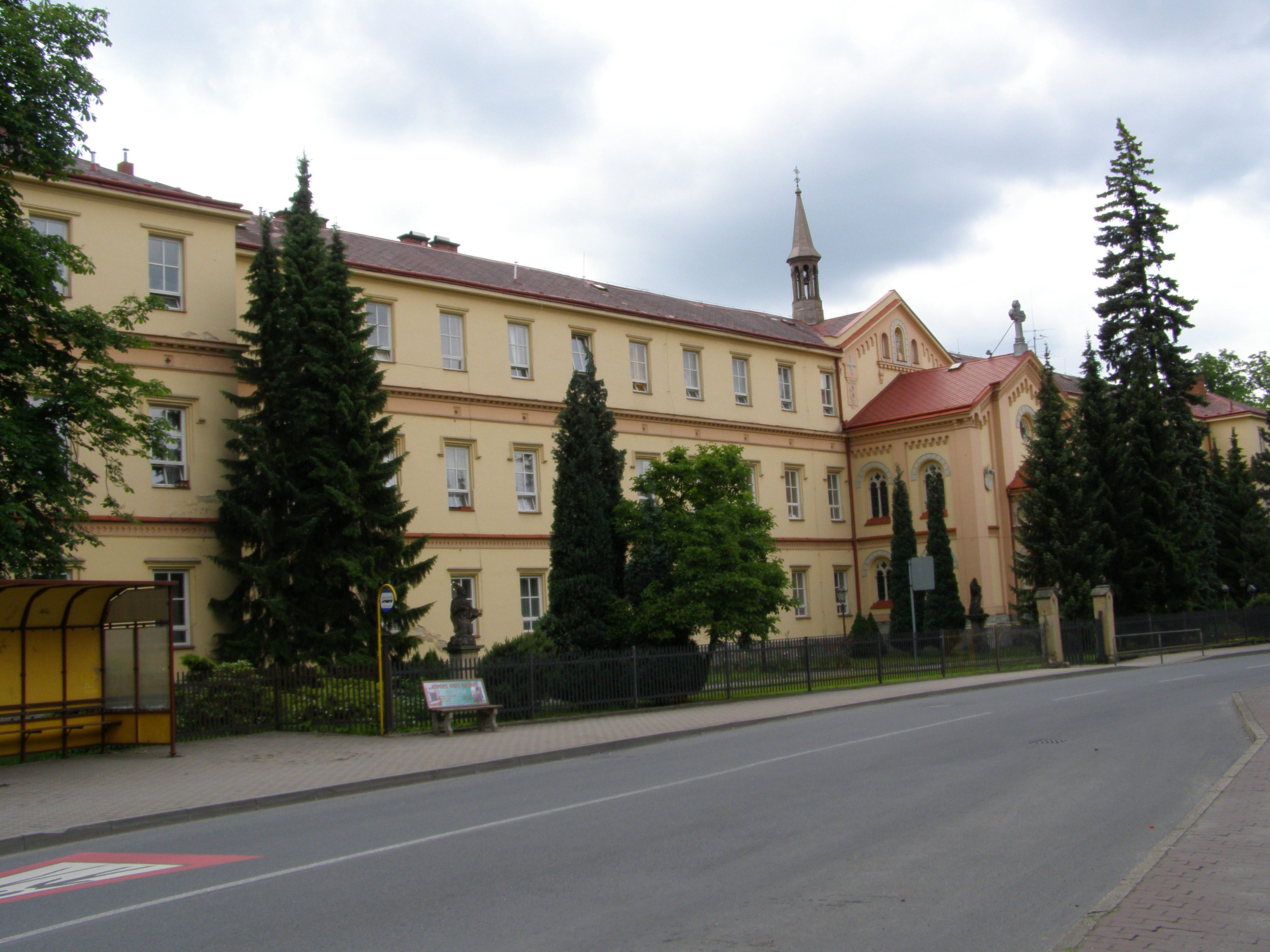
Bývalý klášter boromejek, dnes domov důchodců
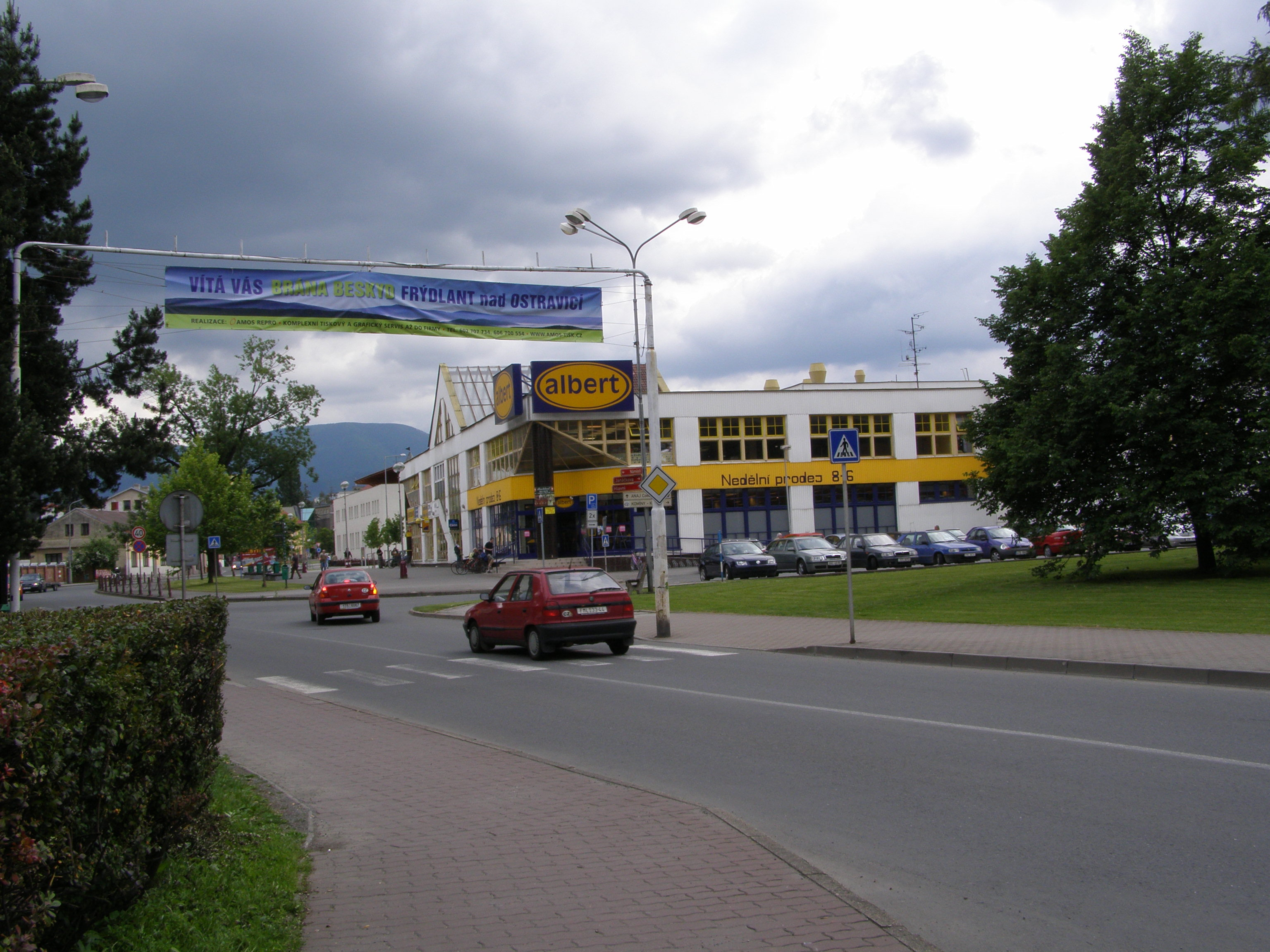
Centrum města
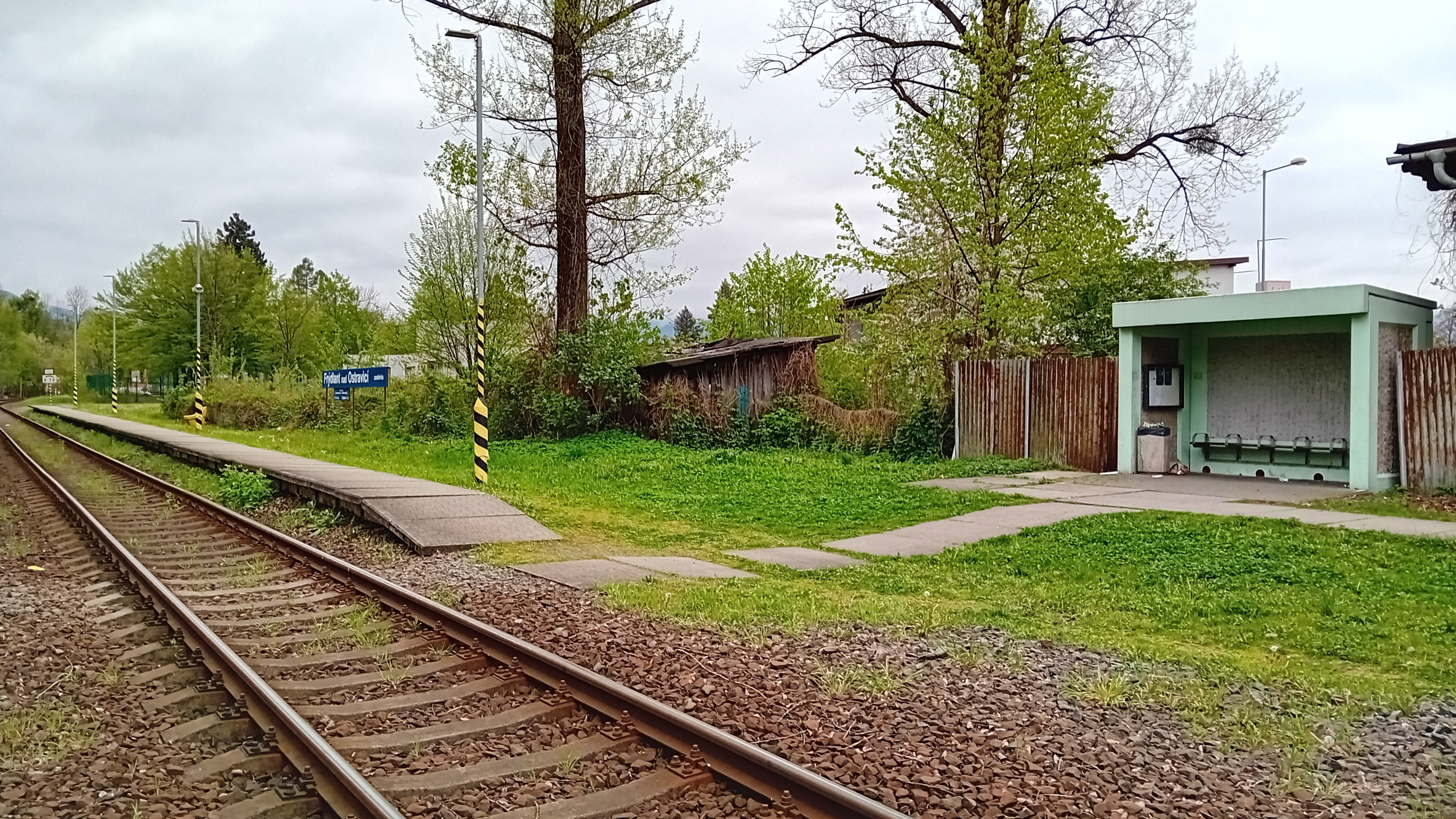
Železniční zastávka ve Frýdlantě
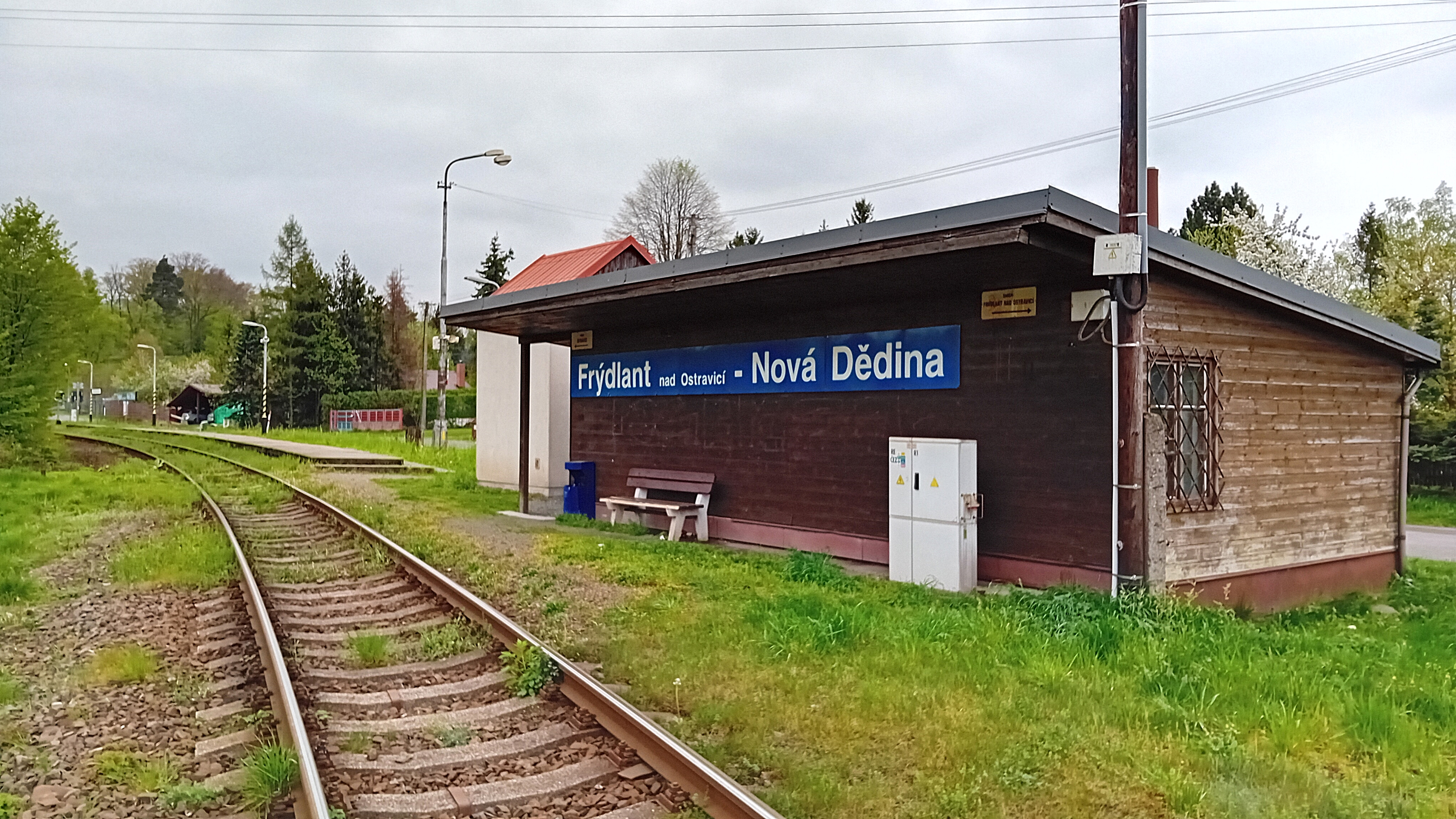
Zastávka Nová Dědina
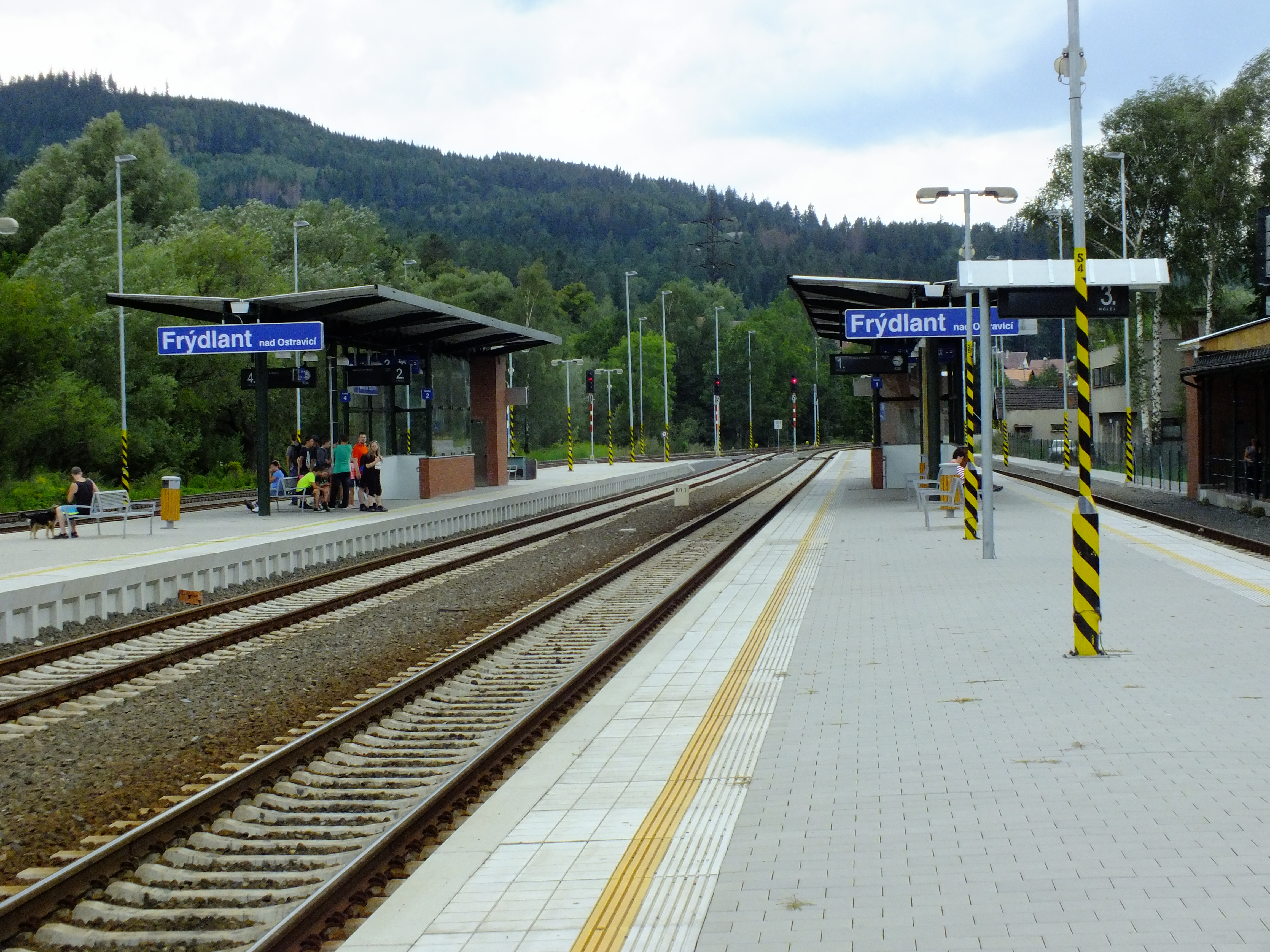
Nástupiště ve stanici
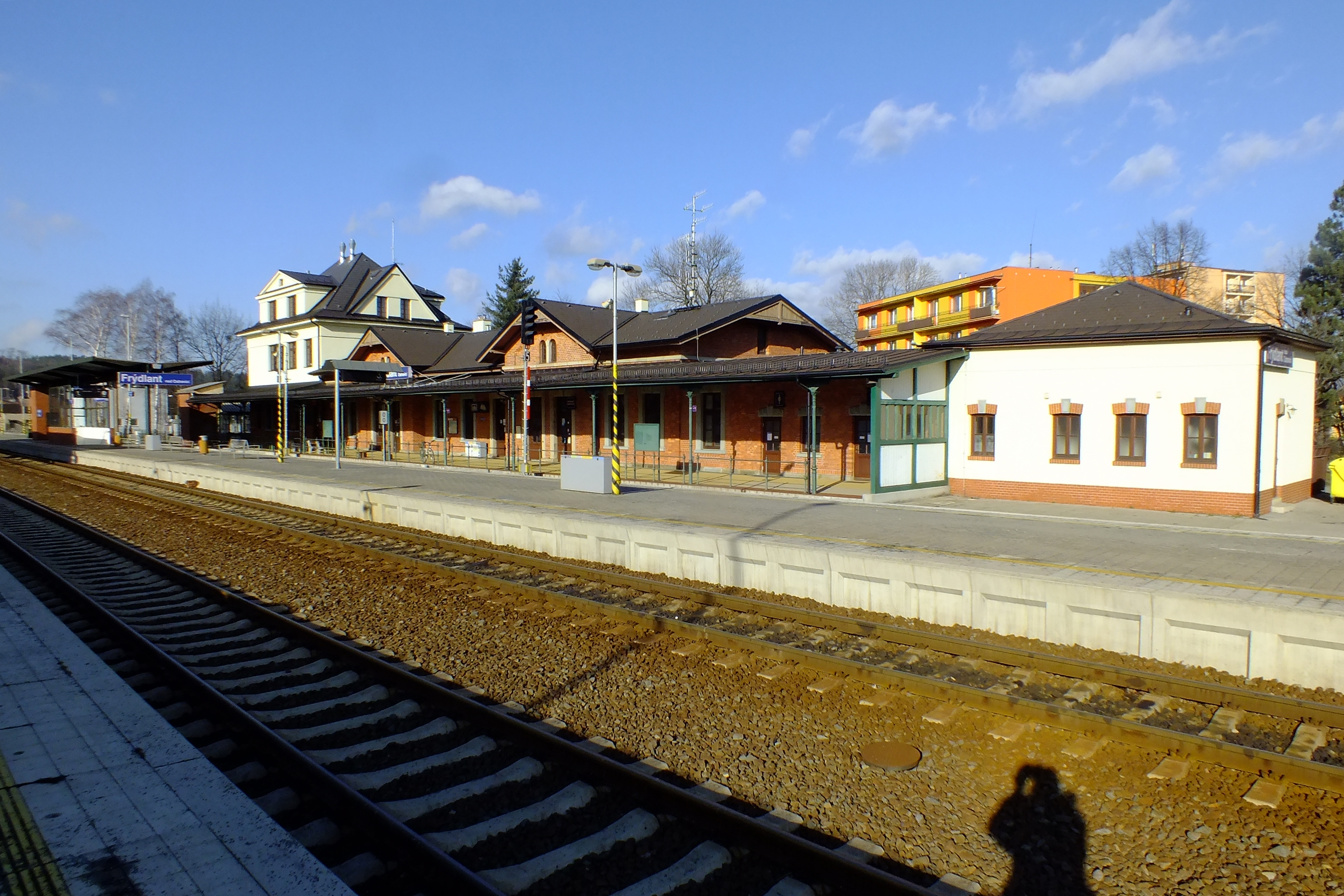
Železniční stanice
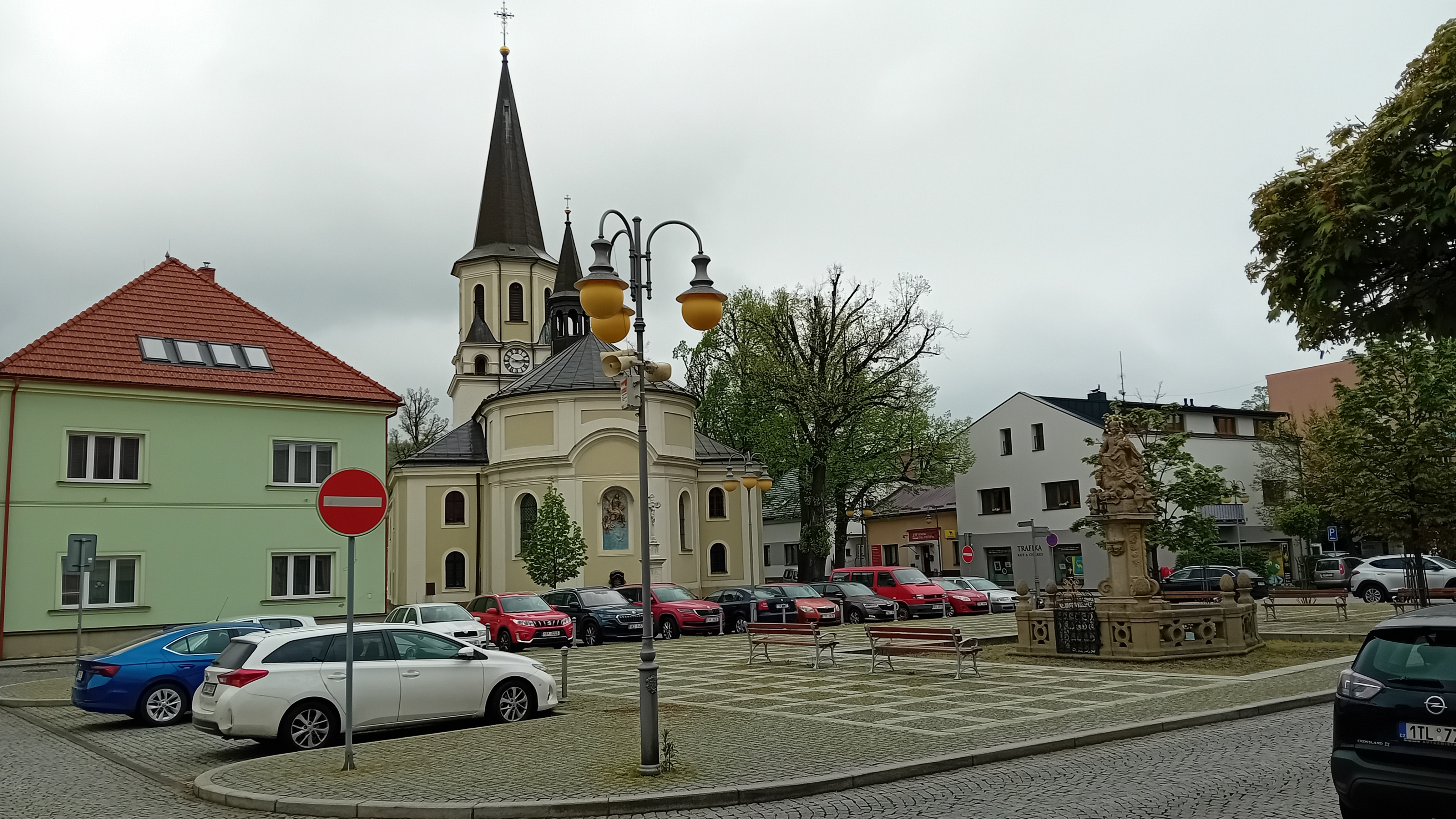
Náměstí
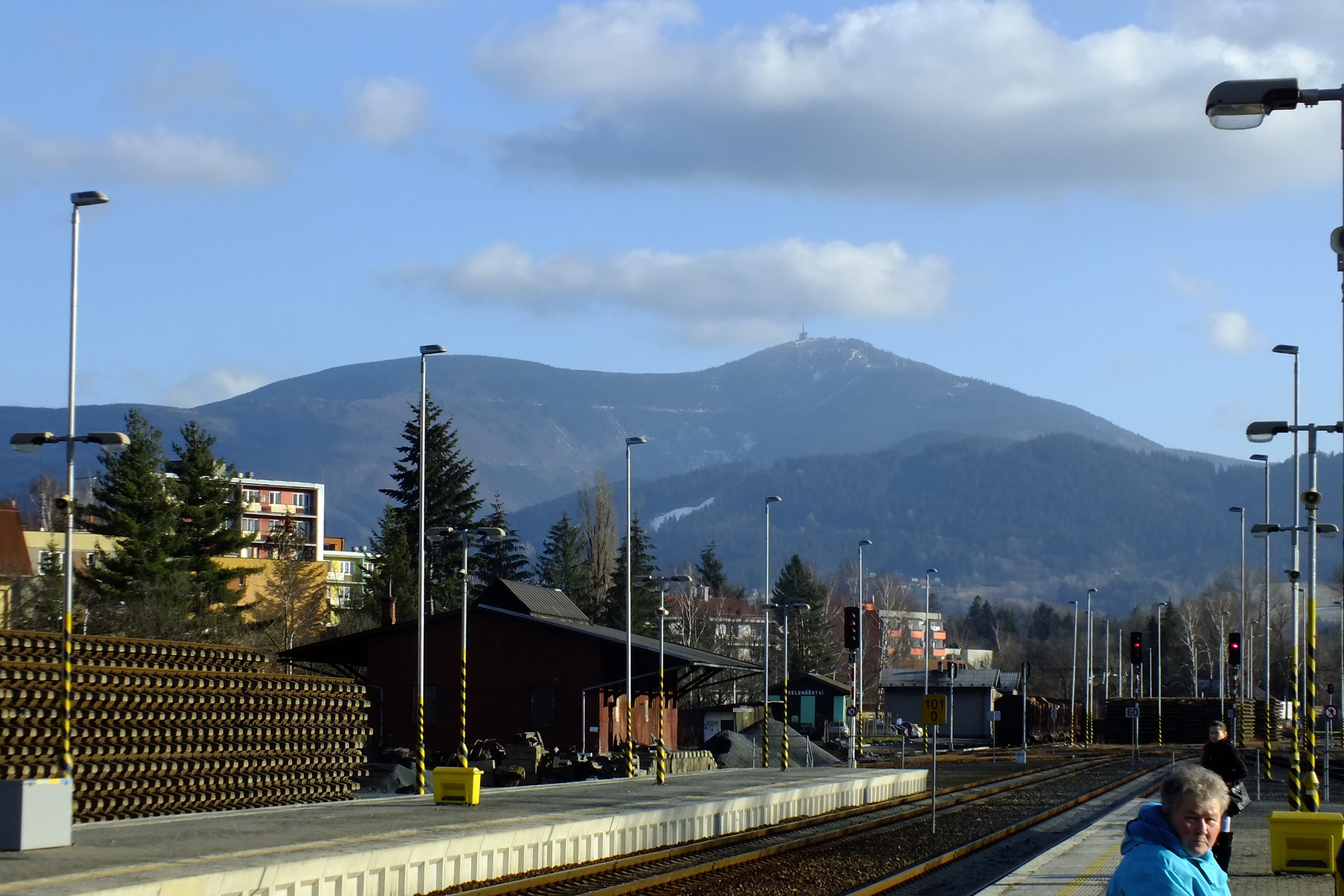
Lysá hora